# Hangar 18 (film)
Hangar 18 is een Amerikaanse sciencefictionfilm uit 1980. De film werd geregisseerd door James L. Conway.

## Verhaal
Hangar 18 gaat over een doofpotzaak rondom een UFO na een mysterieus ongeluk met een spaceshuttle. Een satelliet die door de spaceshuttle in een baan rond de aarde werd gebracht kwam in botsing met een onbekend vaartuig. Astronauten Price en Bancroff zijn de enige getuigen van dit gebeuren.
Eenmaal terug op aarde beginnen beide astronauten langzaam te onderzoeken wat er precies gebeurd is in de ruimte en waarom de overheid alles geheim probeert te houden. Het beschadigde voertuig wordt al snel teruggevonden in de woestijn van Arizona. Hoewel de aliens in het schip al dood zijn, laat de overheid wel het beschadigde schip onderzoeken om meer te ontdekken over de buitenaardse technologie waarmee het is gemaakt. Het team vindt in het schip een vrouw (vermoedelijk ontvoerd door de aliens). Tevens ontdekken ze dat de aliens al eerder op aarde zijn geweest.
Ondertussen worden zowel Bancroff als Price door de overheid dood verklaard. In werkelijkheid zijn ze gearresteerd. Brancroft kan ontkomen, maar Price wordt gedood. Brancroft weet uiteindelijk Hangar 18 te bereiken waar de beschadigde ufo is opgeslagen voor studie. In een laatste wanhoopspoging probeert de overheid iedereen die betrokken is bij de ufo-studie om te brengen zodat er geen getuigen meer zijn. Bancroft en de wetenschappers overleven het in scène gezette ongeluk met een op hol geslagen jet, maar de hangar en de UFO worden vernietigd.

## Rolverdeling
| Acteur          | Personage                         |
| --------------- | --------------------------------- |
| Darren McGavin  | NASA Deputy Director Harry Forbes |
| Robert Vaughn   | Gordon Cain                       |
| Gary Collins    | Steve Bancroft                    |
| James Hampton   | Lew Price                         |
| Philip Abbott   | Lt. General Frank Morrison        |
| Pamela Bellwood | Dr. Sarah Michaels                |
| Tom Hallick     | Phil Cameron                      |
| Steven Keats    | Dr. Paul Bannister                |

## Achtergrond
Hangar 18 werd gemaakt in een tijd dat UFO’s grote interesse hadden bij veel mensen. Desondanks was de film zelf een flop. In 1989 werd de film zelfs bespot in de televisieserie Mystery Science Theater 3000.
De film had in latere jaren een grotere impact. De band Megadeth schreef een lied genaamd "Hangar 18" gebaseerd op de film.
Hangar 18 was een van de eerste Amerikaanse films die ook werden vertoond in de Sovjet-Unie.